# Per Gahrton
Per Gahrton (n. 2 februarie 1943, Malmö, Malmöhus⁠(d), Suedia – d. 19 septembrie 2023, Hörby, Comitatul Scania, Suedia) a fost un om politic suedez, membru al Parlamentului European în perioada 1999-2004 din partea Suediei.